# Reserva nacional Mar Tropical de Grau
La Reserva nacional Mar Tropical de Grau es una área protegida en el Perú que se encuentra frente a las costas de los departamentos de Piura y Tumbes.
En septiembre de 2023 se realizó la prepublicación del proyecto de Decreto Supremo R.M n.° 295-2023-MINAM. La creación tomó alrededor de 10 años y un proceso de consulta con diversos actores. Fue aprobada en el Consejo de Ministros el 25 de abril de 2024. Fue oficializado el 26 de abril de 2024 mediante la publicación del Decreto Supremo 003-2024-MINAM en diario El Peruano.
El área representa el 1,5 % del mar tropical del Perú y el 0.14 % del área marina total del país. Tiene una superficie total de 115 675,89 hectáreas que comprende cuatro sectores ubicados frente a las costas de los departamentos de Piura y Tumbes. Los sectores protegidos son isla Foca, Cabo Blanco-El Ñuro, Arrecifes de Punta Sal y Banco Máncora.
El objetivo es conservar una muestra de mar tropical de Perú, incluyendo la zona de transición tropical-templado, contribuyendo con la continuidad de los procesos ecológicos y promoviendo el uso sostenible.
La norma señala que respeta los derechos adquiridos con anterioridad, en armonía con los objetivos y fines de su creación; asimismo permite el desarrollo de actividades de investigación científica en el área. El área de Isla Foca y Cabo Blanco-El Ñuro están superpuesto con lotes petroleros existentes.
En el área confluyen las corrientes marítimas de Humboldt y El Niño. Tiene una variada y representativa fauna y flora de ecosistema marino. Alberga en el área más del 70 % de las especies marinas del mar de Perú entre ellas peces óseos, tortugas, ballenas, delfines, el tiburón ballena y las mantarrayas gigantes. Alberga una muestra representativa de ecosistema insular de la ecorregión Guayaquil (Isla Foca), arrecifes rocosos someros en el área de confluencia de corrientes marinas de aguas frías y cálidas (Cabo Blanco-El Ñuro), arrecifes rocosos de aguas cálidas (Arrecifes de Punta Sal) y el ecosistema asociado a montañas submarinas (Banco de Máncora).
La zona es lugar de práctica de técnicas ancestrales de pesca artesanal como uso de las balsillas y de los veleros. Con la creación del área se espera beneficiar a 9500 pescadores artesanales con la formalización y la mejora de sus procesos de extracción, conservación y comercio. El área protegida tiene gran potencial turístico como lugar de recreación, la práctica de deportes acuáticos y el avistamiento de especies marinas.
Con la creación permitirá avanzar en el cumplimiento del Perú en sus compromisos internacionales sobre la protección de áreas marinas.